# Il chiodo
Il chiodo è una novella di Luigi Pirandello. Fa parte della raccolta Una giornata, quindicesimo e ultimo tomo delle Novelle per un anno.
È una delle novelle pirandelliane su cui è basato il film Leonora addio di Paolo Taviani.

## Trama
A New York, nel quartiere di Harlem, un ragazzo uccide senza apparente motivo Betty, una sua coetanea, che neanche conosce. La vittima viene da lui colpita a morte con un chiodo, durante una rissa con una ragazza più grande. Il processo si concluderà con un'assoluzione.

## Edizioni
- Luigi Pirandello, Novelle per un anno, Prefazione di Corrado Alvaro, Mondadori 1956-1987, 2 volumi. 0001690-7
- Luigi Pirandello, Novelle per un anno, a cura di Mario Costanzo, Prefazione di Giovanni Macchia, I Meridiani, 2 volumi, Arnoldo Mondadori, Milano 1987 EAN: 9788804211921
- Luigi Pirandello, Tutte le novelle, a cura di Lucio Lugnani, Classici Moderni BUR, Milano 2007, 3 volumi.
- Luigi Pirandello, Novelle per un anno, a cura di S. Campailla, Newton Compton, Grandi tascabili economici.I mammut, Roma 2011 Isbn 9788854136601
- Luigi Pirandello, Novelle per un anno, a cura di Pietro Gibellini, Giunti, Firenze 1994, voll. 3.